# كارل ساندبيرغ
كارل أوغست ساندبيرغ (بالإنجليزية: Carl Sandburg)‏ (ولد في 6 يناير عام 1878، توفي في 22 يوليو عام 1967) هو شاعر وكاتب سيرة وصحفي ومؤلف أمريكي. حاز على ثلاث جوائز بوليتزر: اثنتان منها في الشعر وواحدة في كتابة سيرة حياة أبراهام لينكون. عرف ساندبيرغ خلال حياته بريادته في الأدب المعاصر، بشكل خاص بمجلدات مجموعات شعره التي ضمّت «أشعار شيكاغو» عام 1916، و«قشور الذرة» عام 1918 و«دخان وفولاذ» عام 1920. تمتّع ساندبيرغ بجاذبية لا مثيل لها كشاعر من عصره، قد يكون بسبب سعة خبرته التي ربطته مع العديد من أنماط الحياة الأمريكية. قال الرئيس ليندون بي جونسون في خبر وفاته عام 1967: «كان كارل ساندبيرغ أكثر من مجرد صوت لأمريكا، بل كان أمريكا بحد ذاتها، بعبقرية وقوة شعره.»

## مسيرته المهنية

### أعمال لينكون
تُعد السيرة الرائجة ومتعددة المجلدات التي كتبها ساندبيرغ بعنوان «أبراهام لينكون: سنوات البراري» بمجلدين والمنشورة عام 1926، و«أبراهام لينكون: سنوات الحرب» بأربعة مجلدات والمنشورة عام 1939، أكثر الكتب مبيعاً وقراءة وتأثيراً حول لينكون. صدرت الكتب بالعديد من النسخ، بما في ذلك النسخة المؤلفة من مجلد واحد عام 1954 والتي أعدّها ساندبيرغ أيضًا.
كان لدراسة ساندبيرغ عن لينكون تأثير هائل على وجهة النظر الشعبية حول لينكون. اعتمد روبرت إي. شيرود كتب ساندبيرغ في مسرحيته الحائزة على جائزة بوليتزر، تحت عنوان «آبي لينكون في إلينوي» والتي عُرضت عام 1938، بالإضافة إلى المسلسل التلفزيوني من إخراج ديفيد ولبر المكون من ستة أجزاء بعنوان «ساندبيرغ لينكون» والذي عُرض عام 1974. سجل ساندبيرغ مقتطفات من السيرة لينكون الذاتية وبعض خطاباته لصالح تسجيلات كيدمون في مدينة نيويورك في مايو عام 1957.
حاز ساندبيرغ على جائزة جرامي في عام 1959 لأفضل أداء -وثائقي أو كلمة منطوقة (دون الكوميديا)- في تسجيل آرون كوبلاند تحت عنوان «صورة لينكون» المرافقة مع أوركسترا نيويورك. يقترح بعض المؤرخون أن الغالبية من الأمريكيين تعلموا عن لينكون من خلال مؤلفات ساندبيرغ أكثر من أي مصدر آخر.
حظيت كتب ساندبيرغ بإشادة النقاد وجذبت انتبهاهم، وحازت مجموعته سنوات الحرب بمجلّداتها الأربعة على جائزة بوليتزر في التاريخ عام 1940، من ناحية أخرى، جذبت أعمال ساندبيرغ حول لينكون انتقادات كبيرة أيضًا. كتب ويليام إدوارد بارتون الذي نشر سيرة عن لينكون في عام 1925، أن كتاب ساندبيرغ «ليس تاريخًا، ولا حتى سيرة ذاتية»، بسبب افتقاره للبحث الأصلي واستخدام الأدلة بشكل غير دقيق. على الرغم من ذلك، يعتقد بارتون أن عمل ساندبيرغ «أدب حقيقي ومساهمة ممتعة ومهمة على رف الكتب الجيدة الخالدة التي تتناول سيرة لينكون». انتقد آخرون فشل ساندبيرغ في توثيق المصادر والأخطاء الواقعية. ويشكو آخرون أن كتب «سنوات البراري وسنوات الحرب» تحتوي الكثير من المواد التي ليست سيرة ولا تاريخًا، وبدلاً من ذلك هي «شاعرية عاطفية». ربما نظر ساندبيرغ إلى كتابه على أنه ملحمة أمريكية أكثر من كونه مجرد سيرة ذاتية، وهي وجهة نظر مطابقة لما ارتآه مراجعون آخرون.

## روابط خارجية
- كارل ساندبيرغ على موقع IMDb (الإنجليزية)
- كارل ساندبيرغ على موقع الموسوعة البريطانية (الإنجليزية)
- كارل ساندبيرغ على موقع مونزينجر (الألمانية)
- كارل ساندبيرغ على موقع ميوزك برينز (الإنجليزية)
- كارل ساندبيرغ على موقع أول موفي (الإنجليزية)
- كارل ساندبيرغ على موقع قاعدة بيانات برودواي على الإنترنت (الإنجليزية)
- كارل ساندبيرغ على موقع قاعدة بيانات الأفلام السويدية (السويدية)
- كارل ساندبيرغ على موقع إن إن دي بي (الإنجليزية)
- كارل ساندبيرغ على موقع أول ميوزيك (الإنجليزية)
- كارل ساندبيرغ على موقع ديسكوغز (الإنجليزية)